# Luis Aragonés
José Luis Aragonés Suárez (Hortaleza, Madrid, 28. srpnja 1938. – Madrid, 1. veljače 2014.), ponekad zvan samo Luis, bio je španjolski nogometaš i trener španjolske nacionalne vrste te drugih klubova.

## Trofeji

### Klub
- Atlético Madrid
  - La Liga: 1966., 1970., 1973.
  - Copa del Generalísimo: 1965., 1972.

### Trener
- Atlético Madrid
  - La Liga: 1977.
  - Copa del Rey: 1976., 1985., 1992.
  - Interkontinentalni kup: 1974.
  - Supercopa de España: 1985.
- FC Barcelona
  - Copa del Rey: 1988.

- Španjolska
  - Europsko nogometno prvenstvo: 2008.

### Osobne nagrade
- Pichichi: 1969. – 70.

## Vanjske poveznice
| Prethodnik:     | Treneri Valencije 1995. – 1996. | Nasljednik:   |
| Carlos Parreira | Treneri Valencije 1995. – 1996. | Jorge Valdano |